# دهستان سرآسیاب یوسفی
سرآسیاب یوسفی، روستایی است از توابع بخش بهمئی گرمسیری شهرستان بهمئی در استان کهگیلویه و بویراحمد ایران.در تاریخ ۱۴۰۰/۴/۶با موافقت وزارت کشور به شهر ارتقاء یافته است.

## جمعیت
براساس سرشماری سال ۱۳۸۵ جمعیت آن ۵٬۱۴۵ نفر (۱٬۰۲۱ خانوار) بوده‌است.